# Rafiki (Vorname)
Rafiki ist ein männlicher Vorname.

## Herkunft und Bedeutung
Der Terminus kommt aus dem Arabischen, von wo aus er in die Swahili-Sprache Eingang fand, eine zusätzliche -i-Endung erhielt und in dieser Form bei uns verbreitet wurde, und bedeutet Freund/in, Kamerad/in, Partner/in. Da in Ostafrika (und insbesondere in Tansania) die Namen mit einer Bedeutung ausgesucht werden, ist gelegentlich auch Rafiki als Name (allerdings nur für Menschen männlichen Geschlechts) zu finden. Die Mehrzahl lautet im Swahili marafiki oder auch rafiki.

## Namensträger